# (964) Субамара
(964) Субамара (лат. Subamara) — астероид главного пояса астероидов, принадлежащий к спектральному классу S. Астероид был открыт 27 октября 1921 года в Венской обсерватории австрийским астрономом Иоганном Пализой  и назван латинским словом Subamara, означающим «очень горький». Именно так астроном описывал условия наблюдения и световое загрязнение в обсерватории.

## Открытие и наименование
Впервые астероид был замечен в октябре 1905 года в Гейдельбергской обсерватории и получил обозначение A905 UL (1905 UL). Дуга наблюдения тела начинается через несколько дней после 1 ноября 1905 года, за 16 лет до его официального открытия в Венской обсерватории.
Название астероида предложил астроном А. Шнелл уже после смерти Пализы, основываясь на статье Пализы, опубликованной в журнале Astronomische Nachrichten в 1924 году. В ней астроном жалуется на распространение дуговых ламп, которые привели к увеличению светового загрязнения и осложнений наблюдений.

## Физические характеристики
По классификации Толена Субамара принадлежит к каменным астероидам класса S.
На основании кривых блеска было вычислено, что период вращения равен 6,868 часа. Другие исследования дают схожие значения периода, но с разной амплитудой яркости.
По данным исследований, проведённых инфракрасными спутником Akari, отражающая способность астероида равна 0,20. Исходя из яркости и альбедо, было рассчитано, что диаметр астероида равен 20,56 км.